# Pământul Strămoșesc
Pământul Strămoșesc a fost o revistă bilunară, organ al Legiunii Arhanghelului Mihail. Primul număr a fost publicat la 1 august 1927, revista apărând ulterior cu întreruperi și periodicitate variabilă până în anul 1979. 

## Înființarea
Revista Pământul Strămoșesc a fost organul Legiunii Arhanghelului Mihail și a avut sediul la Căminul Cultural Creștin de la Râpa Galbenă din Iași. Primul număr a apărut la 1 august 1927, fiind imprimat în Tipografia „Libertății” din Orăștie, cu marele ajutor al părintelui Ioan Moța.
La 10 decembrie 1933, publicația și-a încetat apariția, ca urmare a Hotărârii Consiliului de Miniștri din 9 decembrie 1933 de dizolvare a Gărzii de Fier.
La 8 noiembrie 1940, publicația Pământul Strămoșesc a reapărut sub conducerea Comandanților legionari ai Bunei-Vestiri.

## Publicarea în exil
Pământul Strămoșesc, rămasă tot revistă de orientare legionară, a fost publicată în Argentina, țară care după Al Doilea Război Mondial a dat azil politic multor foști demnitari ai Axei. 
Primele numere publicate în exil au apărut în perioada iunie-noiembrie 1952 la Buenos Aires, în paralel cu revista Cuget românesc. Titlul publicației era Pământul Strămoșesc (serie nouă), denumirea în spaniolă, Tierra de los antepasados, apărând ca subtitlu. Directorul publicației era Ilie Gârneață, unul dintre fondatorii Mișcării Legionare, iar redactor șef Dumitru Găzdaru, profesor de filologie romanică.
După o lungă perioadă de întrerupere, de 22 de ani, tot la Buenos Aires, a apărut în perioada 1974-1979 cea de-a treia serie a revistei Pământul Strămoșesc, cu o periodicitate de un număr pe an, avându-l ca director pe Dumitru Găzdaru, secretariatul și administrația fiind asigurate de Nicolae Șeitan și I. V. Petre.
Printre colaboratori se numărau I. G. Dimitriu, Valeriu Cârdu, Viorica Lăzărescu, Zahu Pană, cu versuri, Nicolae Șeitan, Petre Vălimăreanu, Constantin Papanace, Ștefan Stănicel, Vasile Iașinschi, Eugen Lozovan, cu articole. Ilie Gârneață a semnat Cuvântul înainte din primul număr. Revista a fost prima dintre publicațiile periodice legionare din exil. Discursul autorului chema la rezistență împotriva ocupației comuniste sovietice, care, potrivit autorului Gârneață, era un „dușman cu chip inuman, care a invadat România și întreaga Europă de Est”.
Primul număr din seria argentineană a revistei a fost comemorativ, dedicat Căpitanului și „martirilor legionari care au căzut apărând unitatea și spiritualitatea Legiunii”.

## Alte publicații
La 15 martie 2007, în actualul stat Republica Moldova a fost fondat primul cuib legionar, numit „Basarabia”, bazat pe o doctrină naționalist-creștină.
Pentru a promova ideile Mișcării, membrii acesteia au decis ca începând cu luna noiembrie 2008 să fie editat un publicație lunară. Denumirea revistei a fost aleasă Pământul Strămoșesc.